# Port lotniczy Lampang
Port lotniczy Lampang – port lotniczy położony w Lampang, w Tajlandii.